# Jakob Mauvillon
Jakob Mauvillon (1743-03-08 en Leipzig - 1794-01-11 en Braunschweig), hijo de Eleazar Mauvillon, fue una figura en el liberalismo alemán del siglo XVIII. Era de ascendencia hugonote francesa. Fue profesor de política en Brunswick. Abogó por una filosofía radical de laissez-faire, que incluía la promoción de la privatización de todas los centros educativos y el sistema postal, que serían financiado por el sector privado en lugar de impuestos. Especuló que también las funciones de seguridad del Estado podrían ser financiadas con contribuciones voluntarias.
Además de promover el laissez-faire en materia económica también "expresa un libertarismo radical que se centra en la libertad de prensa y de expresión" como puso de manifiesto en una carta dirigida al bibliotecario de la Herzog August Bibliothek en Wolfenbüttel, Ernst Theodor Langer. Dijo que piensa que "los verdaderos bárbaros son los que ponen obstáculos en el camino de la libertad de prensa, y que obstaculizan la investigación en la teología, la filosofía y la política, en resumen, los que dictan decretos sobre la censura, edictos sobre la religión y que prohíben a la gente leer o pensar."
Mauvillon fue un mentor para el liberal francés Benjamin Constant.